# 施洛翁湖
53°57′59.90172″N 14°8′45.02975″E / 53.9666393667°N 14.1458415972°E

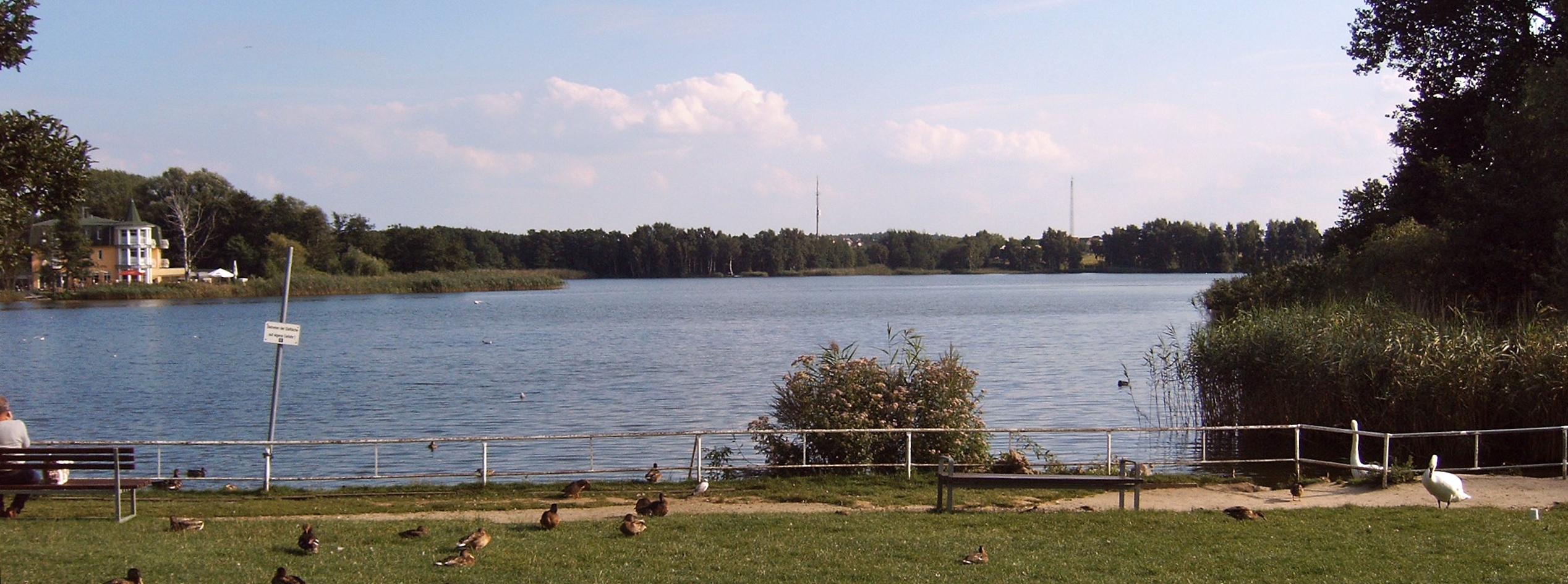

施洛翁湖（德語：Schloonsee），是德國的湖泊，位於該國東北部梅克倫堡-前波美拉尼亞州，由烏瑟多姆島負責管轄，長0.8公里、寬0.4公里，面積0.14平方公里，平均水深3米。